# نسق ملف أمازون كيندل
تنسيق ملف أمازون كيندل هو امتداد ملفات لبرنامج احتكاري يستخدم لتوصيف أحد أنواع تنسيق ملفات الكتاب الإلكتروني والتي أنشأتها Amazon.com مع بالامتداد .azw والتي يمكن تحميلها وقراءتها على أجهزة مثل الهواتف الذكية ، أقراص ، أجهزة الكمبيوتر ، أو أجهزة القراءة الإلكترونية التي لديها تطبيق أمازون كيندل .

## التاريخ
تم تصميم أجهزة أمازون كيندل Kindle وتطبيقاتها لاستخدام الكتب الإلكترونية من أمازون والتي تنتهي بالامتداد AZW التي تستند في الأصل إلى موبي بوكيت
في الجيل الرابع من أمازون كيندل تم تسمية امتداد الملف AZW3 ، و أيضًا KF8
وفي الجيل السابع تم تسمية امتداد الملف KFX.
وأجهزة كيندل Kindle لا تدعم تنسيق ملف EPUB المستخدم من قبل العديد من برامج قراءة الكتب الإلكترونية الأخرى.
وعلى غرار نسق ملفات EPUB ، فإن تنسيقات ملفات Amazon مخصصة للمحتوى الاليكتروني الذي يدعم قيود إدارة الحقوق الرقمية وهي أيضا من نوع المستندات التدفقية ، ولكن على عكس EPUB ، فإنه تنسيق ملفات احتكاري بينما EPUB هو تنسيق من نوع مفتوح المصدر. ظهرت ملفات AZW لأول مرة مع Amazon Kindle في عام 2007.
تتوفر برامج حرة ومفتوحة المصدر مثل Caliber و برنامج أمازون الاحتكاري Amazon's KindleGen لتحويل الكتب الإلكترونية الأخرى إلى تنسيقات ملفات Kindle  وكذلك خدمة إرسال إلى كيندل Send-to-Kindle التي تستخدم خدمات البريد الإلكتروني تقوم أيضا بنفس المهمة.
يمكن لأجهزة كيندل Kindle أيضًا عرض بعض تنسيقات المستندات العامة مثل ملفات النص العادي (TXT) وملفات تنسيق المستندات المحمولة (PDF) .
في أواخر عام 2011 ، أطلق النتسيق الثامن لملفات كيندل (KF8) ، والمعروف أيضًا باسم تنسيق ملف AZW3. ويدعم AZW3 مجموعة فرعية من ميزات HTML5 وCSS3 ،  أثناء العمل كحاوية لمستند من نوع MOBI .
في آب (أغسطس) 2015 ، تم تحديث جميع أجهزة القراءة الإلكترونية من كيندل Kindle والتي تم إصدارها خلال العامين الماضيين باستخدام محرك جديد للطباعة والتخطيط يضيف واصلات الكلمات (في الإنجليزية اسمها Dash : العلامة - )، وكذلك ضبط المسافة بين الحروف، بالإضافة إلى الوصلات الأبجدية للحروف ؛ هذه الإمكانيات ظهرت في الامتداد العاشر (KFX ).
اعتبارًا من 2019 ، توفر أمازون محول ملفات Kindle يسمى Kindle Create. وهي متوفرة للتحميل من Amazon.com.